# Pallacanestro ai III Giochi dell'Estremo Oriente - Torneo maschile
Il III Campionato di pallacanestro ai Giochi dell'Estremo Oriente si è svolto nel 1917, a Tokyo.
Il Giappone fece la sua prima apparizione proprio in questa edizione del campionato. La squadra della YMCA di Kyoto, capitanata da Kanekazu Sato, rappresentò il Giappone .

## Risultati
| Tokyo maggio 1917 | Repubblica di Cina | 35 – 16 (20-6) | Giappone |  |

| Tokyo maggio 1917 | Filippine | 38 – 17 (28-5) | Repubblica di Cina |  |

| Tokyo maggio 1917 | Filippine | 39 – 14 (26-4) | Giappone |  |

## Classifica
| - | Paese              |
| - | ------------------ |
|   | Filippine          |
|   | Repubblica di Cina |
|   | Giappone           |